# Feltrino (territorio)
Il Feltrino è il territorio che circonda la città di Feltre, ed essa è il centro storico della regione. Vi possono essere ricondotti i dodici comuni della provincia di Belluno raccolti nell'Unione Montana Feltrina.

## Geografia fisica
Il Feltrino si incunea tra le prealpi Bellunesi, a sud, e le Alpi Feltrine, a nord, comprendendo l'estremità occidentale della Valbelluna e, in particolare, il bacino dello Stizzon e la bassa valle del Cismon. Coinvolge altresì la cosiddetta stretta di Quero, dove la valle del Piave si restringe insinuandosi fra il gruppo del Grappa e il monte Cesen per poi riaprirsi in provincia di Treviso.
Il notevole valore naturalistico dell'area ha portato all'istituzione di numerose zone protette, tra le quali spicca il Parco nazionale delle Dolomiti Bellunesi.

## Geografia antropica
I centri più popolosi si distribuiscono sul fondovalle risalendo in parte la costa montuosa. Oltre al capoluogo, Pedavena, Seren del Grappa, Santa Giustina,  Cesiomaggiore e San Gregorio nelle Alpi, insieme ai centri della stretta della Piave nel comune di Setteville (Alano di Piave, Quero e Vas) dimostrano una certa vivacità demografica ed economica. Al contrario i comuni del basso corso del Cismon (Fonzaso, Sovramonte ed Arsiè) vivono una situazione di maggior calo demografico.

## Storia
Il Feltrino cominciò a definirsi a partire dall'epoca romana, quando all'antica Feltria, costituita in municipium, venne assegnata una giurisdizione territoriale. Secondo Luciano Lazzaro, essa era delimitata a nord dalla val Canzoi e a est dal Cordevole (oltre il quale si trovava il distretto Bellunum), mentre ad ovest si estendeva sulla Valsugana, come dimostra un'iscrizione individuata sul monte Pergol, nei pressi del passo Manghen.
Sul finire del X secolo il conferimento del potere temporale al vescovo di Feltre rese ancor più precisi i confini del Feltrino che andarono a costituire un Comitatus Episcopi (contea vescovile). Esso non coincideva con la diocesi poiché comprendeva anche pievi dipendenti dai vescovi di Padova (Arsiè e Fonzaso) e di Belluno (San Gregorio e Sospirolo); viceversa, località oggi feltrine (la zona attorno a Quero), erano anticamente incluse nella Marca Trevigiana.
Nel corso del Trecento l'autorità vescovile si andò via via riducendo e parimenti si ridusse l'estensione del territorio: in particolare, il Primiero entrò nell'orbita della contea del Tirolo, mentre la Valsugana passò al principato vescovile di Trento.
Nel 1404, la spontanea dedizione di Feltre alla Serenissima pose fine alla contea vescovile: la città fu messa a capo di un distretto al cui vertice stava un Rettore di Terraferma (podestà e capitano) inviato da Venezia. Questa situazione si conservò sino alla caduta della Repubblica, nel 1797.
Con le amministrazioni francese e austriaca il Feltrino assunse la fisionomia attuale in quanto l'istituzione della provincia di Belluno vide l'aggregazione dei comuni trevigiani di Alano, Quero, Vas.